# Campanula lazica
Campanula lazica là loài thực vật có hoa trong họ Hoa chuông. Loài này được (Boiss. & Balansa) Kharadze mô tả khoa học đầu tiên năm 1949.